# Тростниковое
Тростниковое (фин. Mömmönsalmi) — озеро на территории Мельниковского сельского поселения Приозерского района Ленинградской области.

## Общие сведения
Площадь озера — 3,4 км². Располагается на высоте 9,2 метров над уровнем моря.
Форма озера лопастная, продолговатая: вытянуто с севера на юг. Берега изрезанные, преимущественно заболоченные.
Через озеро протекает река Вуокса.
В озере более десятка островов различной площади. Наиболее крупные из них: Кауниссаари (фин. Kaunissaari), Коркеасаари (фин. Korkeasaari).
Код объекта в государственном водном реестре — 01040300211102000012356.